# 원 인종
원 인종(元 仁宗, 1285년 4월 9일(음력 3월 4일) 혹은 1275년 ~ 1320년 3월 1일(음력 1월 21일))은 대원의 제4대 황제이자 몽골 제국의 제8대 카안(재위: 1311년 ~ 1320년)이다. 시호는 성문흠효황제(聖文欽孝皇帝), 칸호는 부얀투 카안(몽골어: ᠪᠤᠶᠠᠨᠲᠤ
ᠬᠠᠭᠠᠨ Buyan-tu Qa'an, Буянт хаан, 普顏篤可汗, 巴顏圖可汗)이다. 본명은 아유르바르와다(몽골어: ᠠᠶᠤᠷᠪᠠᠷᠪᠠᠳᠠ Ayurbarwada, 한국 한자: 愛育黎拔力八達 애육려발력팔달)으로, 청나라 때에 아유리파리파특랄(阿裕爾巴里巴特喇)로 개정되었다. 산스크리트어로 장수의 산을 뜻한다. 아버지는 다루마발라, 어머니는 다기이고, 친형제로는 카이샨이 있다.
1307년 1월 성종 올제이투 테무르 칸 사후, 군사를 일으켜 그해 3월 3일 안서왕 아난다, 불루간 대카툰 등을 체포하고 조정을 장악하였다. 코코추 등은 그를 대칸으로 추대하였고, 어머니 다기 카툰도 설득하였으나 그는 대칸 위를 형 쿨룩 칸 카이산에게 양보하였다. 카이산에 의해 황태제로 지명되고, 사후 대칸위에 올랐다. 그는 중화 문명에 경의를 표했고, 즉위 후 성리학 서적을 몽골어로 간행, 몽골에 보급하였다. 1313년 다시 과거 제도를 부활시켜 공개적인 인재 채용을 개시했다. 그의 집권 기간 중 다기 카툰과 그의 총신 테무데르가 권력을 장악했고, 효자였던 인종은 다기 카툰의 눈치를 보는 한편 테무데르 일파와 갈등했다.
즉위 전 무종에게 황태자 지위를 보장받는 대신, 차기 후계자는 무종의 아들들로 정하기로 약속했으나, 황제 재위 중인 1316년 약속을 깨고 자신의 아들 시데발라를 황태자와 후계자로 확정했다. 그는 몽골의 행정에 유교시스템 도입을 시도했다.

## 생애

### 초기 활동
인종 아유르바르와다는 1285년 음력 3월 4일 쿠빌라이 카안의 손자 회왕 다르마발라와 그의 부인 다기 카툰의 둘째 아들로, 상도 개평부(開平府)의 상도로(上都路) 진산현(縉山縣)의 향수원(香水園)에서 태어났다. 원사 25권과 《장안객화 (長安客話)》7권《관진잡기 (關鎮雜記)》편에는 아유르바르와다가 즉위한 후 1316년 진산현을 용경주(龍慶州)로 이름을 고쳤으며, 상도로는 대도로(大都路) 관할로 바꾸었다 한다. 몽골 황금사에 의하면 아유르바르와다는 1275년생이라 한다. 유년 시절에 대한 기록은 원사, 원사연의 등에는 전하지 않는다.
이름 아유르바르와다는 산스크리트어에서 따온 것으로, 산스크리트어로 장수의 산을 뜻하는 아유르-파바다를 몽골어 음차대로 적은 것이다. 또는 산스크리트어의 아유르(аюур, 장수, 치료자)와 바르바다(барвад, 산, 높은)를 합친 조합어이기도 하다. 한어로는 수산(壽山)이라는 뜻이다.
태자 친킴의 손자였고, 원나라 세조 쿠빌라이의 증손이었다. 친형 쿨루그 칸 카이산과 서출 이복 형 숭샨이 있었다. 아버지 다르마발라는 잠시 고려 제주도의 원나라주둔군 총사령관으로 파견되어 다녀오기도 했다. 통설은 카이산이 형이고, 아유르바르와다가 동생으로 본다. 원사, 원사연의, 신원사 등에는 아유르바르와다가 카이산의 동생으로 나와있다. 그런데 몽골 황금사에 의하면 아유르바르와다가 돼지띠(1275년생)라는 설이 있다.

### 소년기
1286년 1월 할아버지 친킴이 증조부 세조 쿠빌라이보다 일찍 죽자, 그의 아버지 다르마발라가 황태자로 책봉됐다. 그러나 황태자로 책봉된 아버지 다르마발라는 1292년 봄 병을 앓다가 대도에서 진료 도중 사망했다. 이후 황태자 지위는 아유르바르와다의 삼촌 테무르에게 넘어갔다.
유아 시절인 1286년부터 서하출신 가타푸지(乞台普济)가 카이산과 아유르바르와다 형제의 보육과 유학을 담당하였다. 가타푸지는 1266년부터 20년간 그의 할아버지 친킴의 측근으로 있었고, 가타푸지의 조부 라길이르(拉吉爾威)는 서하 출신으로 칭기즈칸의 숙위를 담당했었다. 1313년 인종은 가타푸지를 안길왕(安吉王)에 봉한다. 그밖에 등문용(董文用), 위구르계 출신 아시테무르(阿失帖木兒) 등도 유년 시절 카이산, 아유르바르와다 형제의 보도를 담당하였다. 아유르바르와다는 인자하고 관대하며, 효성이 지극한 성격이며 검소하고 공손했다 한다. 유교 사서와 지식에 통달했고, 불교 경전을 이해, 깊이 해석하였다 한다. 10대 초반부터 대도에 체류하며 당대의 유학자인 이맹(李孟)에게서 성리학을 배웠다. 그는 일찍부터 왕약(王約), 왕유이, 조맹부(趙孟頫), 왕치이, 장양호(張養浩) 등과 교유하였다. 아유르바르와다는 성격이 유약하였는데, 어머니 다기 카툰에게 휘둘리기도 했고, 그녀의 뜻에 거슬리지 않게 행동했다.
1294년 원 성종 즉위 직후, 혹은 불루간 카툰이 정비가 된 직후, 혹은 1294년 11월 불루간에 의해 어머니 다기와 함께 대대로 쿠빌라이 가문의 영지 혹은 다르마발라의 영지였던 하남에 있는 회주(懐州) 회맹로(懐孟路)로 잠시 추방되었다. 회주에 있을 당시 호화롭고 사치스러운 각종 행사와 조세를 폐지하고, 규정은 엄격하게 처리하여 백성들이 감열했다 한다. 다기 카툰은 몽골족의 수계(형사취수 혹은 아버지의 첩을 친어머니 외에는 아들이 상속하는 것)에 따라 남편 다르마발라의 동생 원 성종과 재혼하기로 하였으나, 불루간 대카툰이 이를 반대하였다. 이 일로 다기 카툰과 불루간 대카툰은 갈등하였고, 불루간에게서 아들 테이슈가 태어나자 성종은 아유르바르와다 등을 경계하였다. 1305년 12월 혹은 테이슈 태자 출생 직후, 아유르바르와다는 불루간 대카툰에 의해 회주 회맹로(현, 허난 성 회경로)로 다시 추방되었다.
1298년 7월 성종 테무르의 명으로 고려 왕태자 왕선이 원나라로 소환되었다. 고려 태자 왕선은 아유르바르와다, 카이산 형제와 가깝게 지냈다.

### 청년기

#### 정국 혼란
1307년 1월 성종의 병세가 악화되자, 불루간 대카툰은 안서왕 아난다에게 사자를 보냈고, 1월 6일 안서왕 아난다와 메리크 테무르가 대도로 도착했다. 불루간 카툰과 좌승상 아구타이가 안서왕 아난다에게 사자를 보내자, 하라하슨은 바로 병을 이유로 물러났다. 하라하슨은 회주에 있는 아유르바르와다에게 비밀리에 사자를 보내, 불루간 카툰이 아난다를 추대하려 한다는 정보를 받았다. 이맹은 사자를 보내 전황을 보고받았다.
2월 10일 원 성종이 병으로 갑자기 죽자, 코코추를 비롯한 일부 왕족들은 아유르바르와다를 추대했으나, 아유르바르와다는 사양하고 형 퀼리그 칸 카이산에게 대칸자리를 양보하였다. 병석에 누운 성종은 후계자를 지목하지 못했다. 성종은 이맹(李孟), 우승상 하라하슨(哈喇哈孫), 좌승상 아구타이 등을 불러 후일을 부탁한다는 유언을 남기고 죽었다. 불루간 대카툰과 아구타이는 안서왕 아난다를 보정에 임명하고, 그를 추대하려 하였다.  
아난다는 몽골지역 서부에 큰 군대를 갖고 있었고 닝샤의 통치자였다. 그러나 아난다는 이슬람 신자였고, 몽골 귀족들은 아난다의 이슬람 신앙을 탐탁치 않게 여겼다. 2월 17일 다기 카툰이 성종의 문상을 다녀오자 3월 2일 아유르바르와다는 형 카이산은 멀리 있어서 바로 도착하기 어렵다며, 바로 손을 쓰기로 하고 다기 카툰 등과 위사(衞士)들을 모아 야밤에 대도로 진군했다. 카이산은 대도 주변 비밀리에 주둔하면서 정세를 관찰하고 있었다.

#### 정변과 조정 장악
회령왕부의 사자 캉글리 투투(康里脫脫) 등 측근들 일부가 당시 대도의 시내에 체류하면서 카이산에게 정세를 보고했는데, 기라투투는 일부 사람들을 아유르바르와다에게도 보내 불루간 카툰이 아난다를 추대하려 한다는 정보를 전달했다. 하라하슨은 인장 등을 감춘 뒤, 병을 핑계로 조회에 참여하지 않거나 결재를 미루었다.
3월 불루간 카툰과 좌승상 아구타이, 메릭 테무르 등이 세조 쿠빌라이 칸의 손자 안서왕 아난다를 추대하려 하자, 사전에 정보를 입수하고 그해 3월 2일 군사를 이끌고 대도로 갔다. 곧 우승상 하르하슨 등의 도움을 받아 대도성곽에 잠입, 3월 4일 좌승상 아구타이를 죽이고, 메릭 테무르 군대와 교전하여 사로잡았다. 곧 황궁을 습격해 불루간 대카툰과 안서왕 아난다를 사로잡았다.  이후 아유르바르와다는 죄인들은 이미 생포되었으니 백성들은 걱정말고 생업에 종사하라는 포고문을 즉시 작성, 발표한다.
대도 주변에서 정세를 관망하던 퀼리그 칸 카이산은 즉시 입궐하였다. 옹기라트부 귀족들은 아유르바르와다를 대칸으로 올리려고 했으나, 대 병력을 이끌고 대도 주변에서 정세를 관망하던 퀼리그칸 카이산이 군사를 이끌고 남하해 왔다. 다기 카툰은 카이산에게 동생에게 제위를 양보하라고 요구했으나 카이산은 주저하였다. 카이산은 대군을 이끌고 남하했지만 모후의 양보 요구에 반발, 캉글리 톡토(康里 脫脫)와 숙의하였다. 다기 카툰은 다시 중재하여 아유르바르와다에게 섭정직을 포기하게 하고, 카이산에게 즉위하면 아유르바르와다를 후계자로 하도록 조정했다. 3월 3일 감국이 된 아유르바르와다는 그해 5월 형 카이산에게 제위를 양보했다.

#### 제위 양보
퀼리그 칸 카이산은 성종의 부음 소식을 듣고 카라코룸에서 3만 명의 병력을 이끌고 대도 근처에 와 있었고, 정세를 지켜보고 있었다. 어머니 다기 카툰의 중재를 통해 아유르바르와다는 섭정직을 포기하고 카이산은 황제위에 올랐을 때 동생을 상속자로 인정하기로 합의했다.
1307년 6월 21일 형식적인 쿠릴타이를 열고 퀼리그 칸 카이산을 황제이자 칸으로 선언했다. 그해 6월 21일 대칸이 된 형 퀼리그 칸 카이산은 즉위 과정에서 내분을 경험한 바 있어, 6월 29일 자신의 아들들 대신 자신의 동생 아유르바르와다(후일의 원 인종)을 황태자로 세우고 어머니 다기를 태후로 책봉하였다. 또한 상서령에 임명해 조정의 실권을 주었다.
또한 카이산은 그에게 황태자직과 차기 대칸위를 양보하는 대신, 자신의 장남 코실라를 차기 황태자로 삼는다는 조건을 제시했다. 이때 동지추밀원사 캉글리 토크토(康里脫脫)가 과연 무종 사후 아유르바르와다가 자신의 조카들을 태자로 임명하겠느냐며 의문을 제기하기도 했다. 아유르바르와다는 상서령에 임명되어 정사에 참여하였다. 다기 카툰은 운남행성에서 근무를 게을리 한 테무데르를 불러들여 우승상으로 임명했는데, 아유르바르와다는 테무데르를 미워하면서도 다기 카툰에게 눌려 눈치를 보았다.
안서왕 아난다의 영지는 아유르바르와다에게 주어졌으며, 안서왕 책봉 여부는 불명확하다. 1307년 11월 17일 겸임으로 영중서성(領中書省), 추밀원사(樞密院事)에 임명되어 겸직, 상서성, 중서성, 추밀원을 장악하였다.

#### 황태제 겸 상서령 시절
황태자 겸 상서령으로 있으면서 그는 첸하오, 왕약(王約), 왕유이, 조맹부(趙孟頫), 왕치이, 장양호(張養浩), 상예, 야오수이 등의 문인 학자들을 측근으로 형성하였다. 또한 위구르의 학자들과도 교류하면서 자신의 사람으로 끌어들인다. 아유르바르와다는 유교적 지식과 중국의 역사에 깊은 관심을 갖고, 중국어를 유창하게 구사했으며 중국 회화와 서예를 감정하는 능력도 길렀다. 또한 발흐와 위구르에서도 학자를 초빙했다.
유교적 사상의 영향을 받은 아유르바르와다는 형 카이산의 세금 인상 정책을 착취정책으로 보고 반대하였다. 카이산의 측근들은 이맹이 아유르바르와다에게 칸위에 오르도록 사주했다고 비난했다. 이맹은 카이산 즉위 후 조정에서 은퇴했다. 그는 어머니 다기 카툰의 뜻을 따랐으나 다기 카툰과 그의 측근 테무데르에게 반감을 품어, 이들과 암암리에 갈등, 대립하였다. 아유르바르와다는 형 원 무종의 적극적인 외교 정책에도 반대했다. 아유르바르와다는 형 무종 카이산의 측근들과도 갈등하였다.
카이산의 사후는 카이산의 아들들 대신 동생 아유르바르와다가 제위를 이었으나, 카이산의 치세는 대대로 곤기라트씨 출신의 황후에게 상속된 막대한 재산의 상속자였던 곤기라트부 출신의 어머니 다기 카톤이 궁정내의 권력을 장악했다. 다기 카툰은 섭정은 아니었으나, 칸의 명령보다도 모후의 명령이 더 권위를 가질 정도라고 이야기 되었다. 그 때문에 비교적 안정된 아유르바르와다의 치세가 1320년에 끝나고, 아유르바르와다의 뒤를 시데바라가 계승했다.
1310년 상서령 삼보노(三寶奴) 등의 신하들이 연명, 아유르바르와다 대신 무종의 아들 중에서 황태자를 세우라고 상소했다. 삼보로는 황태자를 교체해야 한다 했고, 캉글리 토토는 황태자 교체를 반대했다. 무종은 삼보로 등의 요구를 현실성이 없다며 거절했고, 이 사건으로 아유르바르와다는 무종의 측근들을 미워하였다.

### 섭정으로 조정 장악
1311년 1월 29일 무종 카이산 칸이 알콜 병으로 갑자기 죽고, 3일 뒤 아유르바르와다는 황태제로서 섭정이 되었다. 중서성, 상서성 내 카이산 칸의 측근들을 모두 해임, 일부 관료들을 감금하였다. 이어 승상 탈쿠르(脫虎脫), 삼보로, 평장사 낙실(樂實), 우승 팔보(保八), 좌승 망갈테무르, 참정 왕파(王羆), 중서우승상 탑사부카(塔思不花), 지추밀원사 테무르부카 등을 백성에게 해를 입혔다며 직접 국문, 카이산의 측근들을 추방, 제거하였다. 평장정사 미리불화(迷里不花) 같은 이들은 고려로 멀리 추방되었다. 
아유르바르와다는 무종의 측근 5명은 부패혐의로 처형했다. 이때 무종의 시종이었다가 상서성 평장정사 메르키트 바얀 등 극소수는 숙청을 피하고, 외직을 전전하게 됐다. 그리고 이맹, 장규(張珪) 등 한인 출신 유학자들을 등용했다. 
1311년 3월 위왕 아목가를 대도로 불러 지폐 2만 냥을 주고, 정해현 청원로(淸源路)의 6만 5천 호를 영지로 하사했다. 이때 인종은 "아무가와 짐은 아버지는 같지만 어머니는 다르다. 내가 그를 키우지 않으면 그는 누구에게 의지하겠는가"라 하며 지폐와 영지를 하사했다. 원 무종 카이산과 위왕 아목가 역시 배다른 형제인 것은 인식하고 있었기에, 시중에서는 아유르바르와다의 이 발언의 의도를 의심하였다.
그해 4월 7일 몽골 왕공족과 부족장 1만 4천명을 소집, 형식적인 쿠릴타이를 열고 대칸으로 공식 즉위하였다.

### 치세 기간

#### 즉위 초

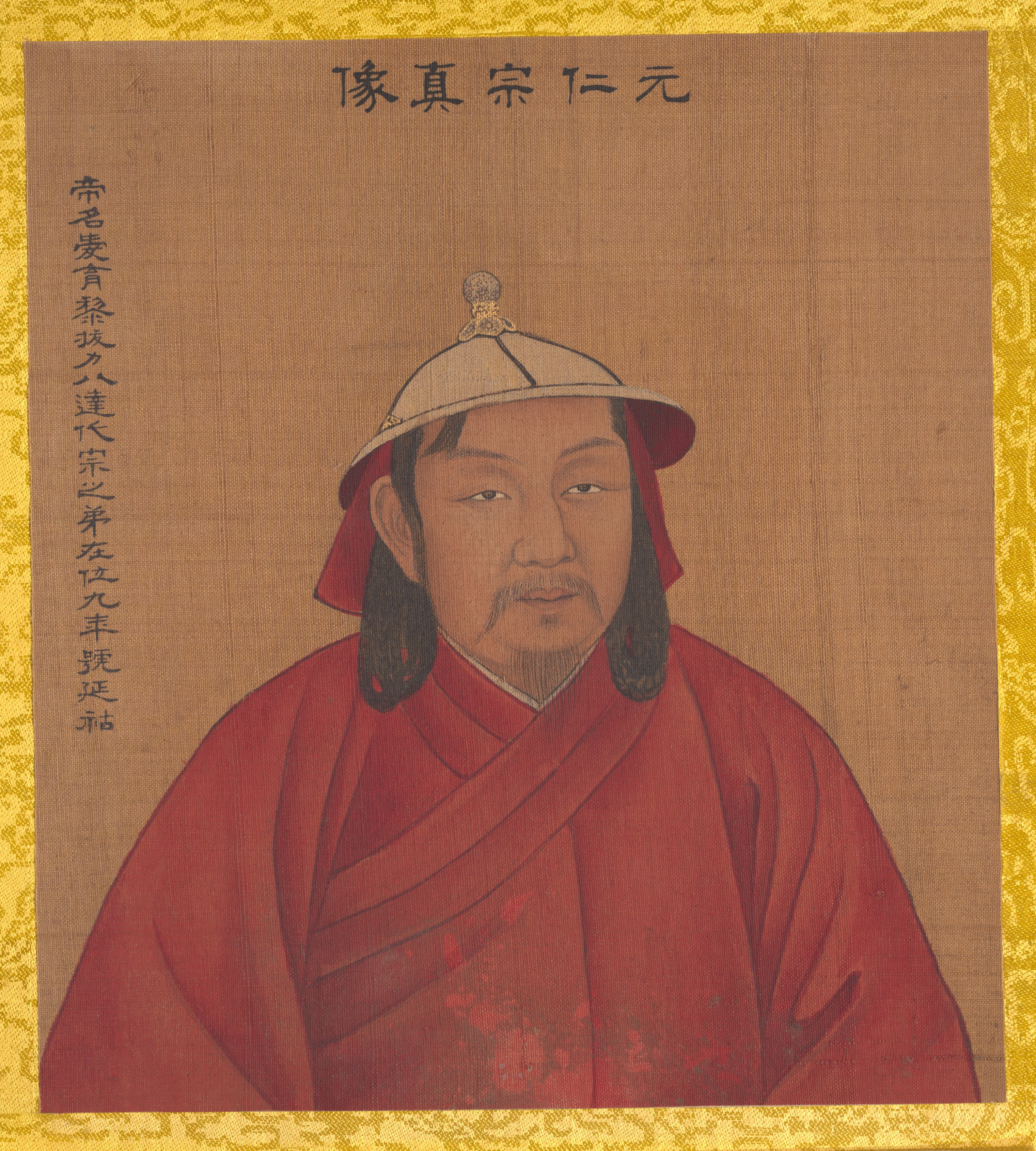
원 인종 아유르바르와다

즉위 직후, 연호를 황경이라 하고 뒤에 연우로 고쳤다. 상서성을 혁파하였다. 다기 카툰 및 옹기라트부의 중신이 조정을 장악하고, 퀼리그 칸 카이산의 심복들은 부패 혐의로 추방, 전멸되었다. 퀼리그 칸 카이산 시대의 재정 최우선의 정책은 전면 중단되었다. 삼보로(三寶奴), 낙실(樂實), 보팔(保八), 참정 왕파(王羆) 등이 복주되고 망갈테무르는 곤장을 친 뒤 하이난으로 유배보냈다. 인종은 상서성을 폐지하고 중서성을 유일한 중앙 행정 관청으로 삼았다. 또한 우승상은 다기의 총신 테무데르를 임명했다. 테무데르는 원 무종의 지대은초와 엽전을 폐지하고, 쿠빌라이 칸 시대의 교초를 다시 발행하였다. 인종은 농업을 장려하는 한편, 상업, 무역에 세금을 부과하는 식으로 세금을 더 거두려 하였다. 인종은 무종 즉위 후 허창으로 물러났던 이맹(李孟)을 불러들여 중용하였다.
인종의 치세기간 중 인종의 칙령(잘리크)보다 황태후의 뜻(우게)가 더 권위있게 여겨졌다. 인종은 모후 다기 카툰을 거스르지 않으려 하면서도, 다기의 총신 테무데르를 미워했으나 어쩌지 못했다.
1311년부터 중서성에 명하여 법령과 규정을 편찬하도록 지시했다. 이 법령 성문화 작업은 인종 사후인 1316년에 완료되지만, 인종 생전에는 반포되지 못한다. 여러 번의 감수와 교정 끝에 1323년에 대원통제(大元通制) 라는 법전으로 편찬된다. 그는 또 학자들에게 명하여 상서(尚書), 대학연의(大學衍義), 정관정요(貞觀政要), 효경(孝經) 등을 몽골어로 번역, 보급했다. 1311년 각 부족장들에게 부여된 재판권을 전원 회수하였다. 인종은 오고타이 칸 시대에 각 왕공족의 울루스에 설치된 법정 폐지와 각 부족장들의 사법권한을 회수, 중앙 조정에서 파견한 관료들이 재판, 심판을 담당하게 했다. 인종은 법령 편찬과 재정비를 추진하고 성문법을 시행하며 각 울루스와 지방에 법관을 파견하여 판결을 시행하게 했다. 인종은 즉위 직후부터 몽골 귀족들과 지역 토호들의 세력을 견제, 영향력을 줄이려 하였다.
인종은 원나라 정부의 개혁노력으로 알려져 있다. 그는 중국 문화와 지식인의 우대대우 정책을 펼쳤다. 1312년 6월 4일 고려인 원나라 우승 홍중희(洪重喜)가 상소를 올려, 고려에 행성을 설치할 것을 건의했다. 그러나 인종은 충선왕의 선조들이 원나라 조정에 충성했다 하여 직접 거절하였다. 1314년에는 테무데르의 전국 각지 토지조사 정책에 동의, 토지를 재측량하고 지역 행성과 지방관청에 기록으로 남기게 했다.
인종은 몽골의 엘리트들이 중국을 통치하기 위해서는 유교의 정치 철학과 중국의 역사적 경험을 배워야 한다고 믿었다. 그는 즉시 중국의 고전, 사서육경을 몽골어로 번역하는 작업에 착수했다.
인종은 즉위 직후부터 각 토지의 양과 면적, 소유자 등을 재조사했다. 그는 토지의 소유량, 생산양에 따라 세금을 차등 징수하기로 했다. 1312년 그는 원나라 전체의 목초지 소유자를 파악하여 납세자 목록을 새로 갱신하려 했지만, 그의 생전에 완성하지 못했다. 이는 인종의 죽음으로 백지화 된다. 

#### 즉위 중반
1312년부터 몽골의 목장 이용을 관리하는 관리국을 설치했다. 원사에 의하면 그는 "몽골 사람들에게 낙타, 말, 소, 양을 나누어 주어서 사람들이 소를 방목하면서 안정을 취할 수 있도록 하였다"고 한다.
아유르바르와다는 학자들을 시켜 당나라 태종의 어록인 정관정요(貞觀政要)를 몽골어로 번역, 전국에 배포하게 하는 한편, 한자로 된 백과사전 편찬을 지시하였다. 1313년 12월 6일 명하여 주자의 사서와 사서의 주해를 단 사서장구집주와 오경 등의 재간행을 명하였다.
한편 테무데르는 유교 질서에 반대하는 불교, 이슬람을 제제, 억압하고 처형하였다. 그러나 원나라의 유학자들은 테무데르를 악의 사도로 여기고 경계하였다. 어머니 다기 카툰의 눈치를 본 원 인종은 테무데르를 제거하고 싶어했으나 시행하지 못했다. 원 인종의 통치는 테무데르과 그 후견인인 황태후 다기 카툰의 권세가 칸의 권력을 완전히 제치고 칸의 성지 자루리그보다 태후의 지시인 우게가 권위를 가진다는 말이 있었다. 원 인종은 궁정에 숨어지내려는 경향이 있었다.
킵차크 칸국의 칸위를 놓고 우즈베크 칸과, 토크타 칸의 아들들 사이에 분쟁이 발생하자 인종은 군사를 보내 토크타 칸의 아들들을 지원하였다. 우즈베크 칸은 독실한 이슬람교 신자였으며 이슬람을 국교로 채택하고, 몽골인 귀족들을 숙청하자 인종은 군사를 보내 전임자 토크타 칸의 아들들을 지원하였다. 그러나 별다른 성과가 없었다. 1314년 몽골고원 지역의 백성들에게 세금 면제 혜택을 주었다.

#### 제도 정비와 과거제도 시행

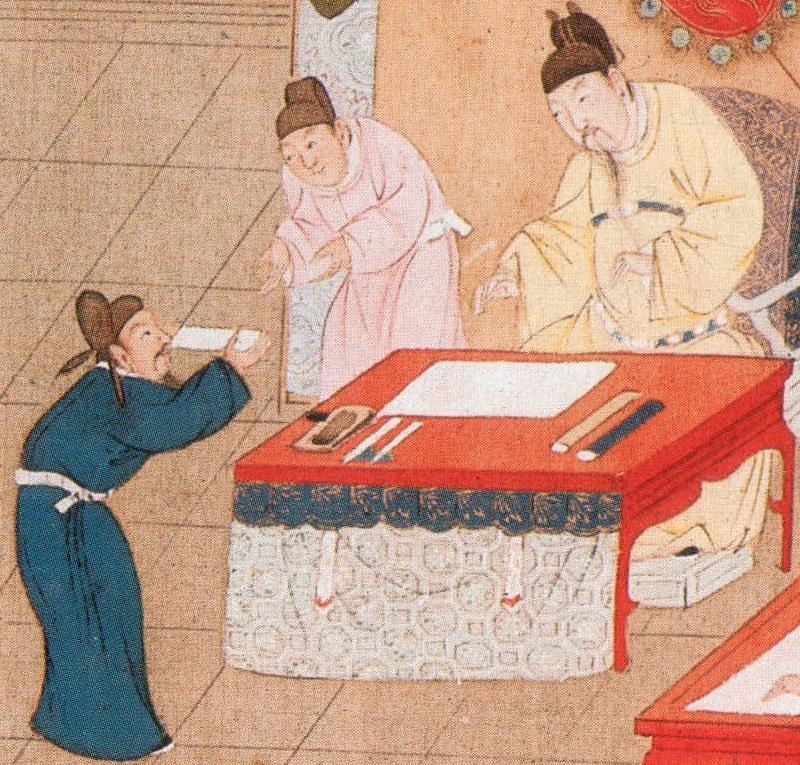
과거 시험 진행을 묘사한 그림

1313년부터 그는 과거 제도를 시행하려 하였으나, 어떤 이유로 지연되었다.
1314년 인종은 몽골 유목민들에게 2년간 세금과 관세를 면제시켰다. 동시에 금주령을 같이 내렸다. 1315년 그의 세금 납부 정책에 반발하여 장쑤 성에서 봉기가 벌어졌으나 곧 진압되었다.
1315년 평장사 이맹(李孟)의 건의를 받아들여 과거 시험을 시행, 그가 직접 과거 시험을 주관하였다. 그 해에 다시 과거 시험을 부활하여 공개적으로 각지의 인재를 채용하였는데, 성리학자들이 등용되었다. 이후 과거 시험을 계속 시행하게 되었다. 이전에도 진사시험은 존재하였으나 대과는 그가 1315년 부활을 선언하면서 다시 시행된다. 과거 시험은 향시, 회시, 전시로 시행하되 중서성에서 직접 주관하게 했다. 이 과거는 정동행성에서도 주관하게 하여 고려인 3백여 명이 응시, 3명의 고려인이 선발되었다.
1315년 인종은 한림원에 명하여 칭기즈 칸과 그의 후계자, 장관, 장군의 전기를 편찬하도록 명하고 이를 법령으로 공포하였다. 완성된 전기들은 황제의 비밀 도서관에 보관되었다. 또한 인종은 당나라 오정(吳正), 정광국(鄭光國) 등이 저술한 중국의 역사, 유교 고전을 몽골어로 번역하여 몽골인 신하들에게 유교 관료제를 읽어주었다.
1315년 장군 토가치를 보내 일 한국의 올제이투 칸과 전쟁하였다. 2년간의 전쟁 끝에 올제이투 칸으로부터 형식적인 항복을 받아냈다.

#### 후계자 선정 갈등
1316년 초부터 중서우승상 테무데르는 시데발라를 황태자로 세워야 된다고 계속 재촉했다. 인종은 바로 답하지 않았다.
만년에 인종은 형 무종과의 합의를 깨고 자신의 아들 시데발라를 황태자로 삼으려 시도했다. 1316년 초, 인종은 형 무종의 아들 쿠살라가 아들 시데발라를 황태자로 임명하는데 방해가 된다고 보고, 비밀리에 모살하려 하다가 실패하였다. 1316년 3월 인종은 쿠살라와 투그 테무르를 윈난성으로 추방했는데, 일부 신하들은 쿠살라를 추방하는 것은 잘못이라 상소했으나, 인종은 이를 모두 묵살했다. 쿠살라는 봉지인 하남행성 하남로 주변이 아닌 윈난 성으로 보내졌다. 1316년 11월 쿠살라는 연안부(현 산시성 옌안시)로 가서 부황 무종의 측근 군인들과 비밀리에 만났다. 이는 인종에게 그대로 보고되었고, 쿠살라는 얼마되지 않아 몽골고원으로 비밀리에 도주, 은신하다가 차가타이 한국으로 망명한다.
차기 황제위를 위해 인종의 지지자와 옛 무종의 지지자가 대립하는 가운데, 형제들의 지지자들은 지폐로 몽골과 중국의 귀족, 관리들에게 뇌물을 주고 지지자를 매수하기 시작했다. 이는 결국 인종의 치세 후반 약 500,000장의 대량 지폐 발행으로 이어졌다. 다기 카툰과 옹기라트부가 시데발라의 손을 들어주면서 후계자 선정 대립은 종결되었다.

### 생애 후반

#### 태자책봉 논란과 차가타이 한국의 독립
아유르바르와다는 1316년부터 일 한국의 울제이투과 동맹하여 원나라를 공격한 차가타이 한국의 에센부카 칸에게 대항하였다. 1316년 아유르바르와다는 에센부카를 이식쿨호  근처에서 격파하였고, 에센부카의 사후에 케벡이 원나라와 화의하였다. 에센부카의 잔당은 1318년에 최종 진압되었다.
그는 당초 조카들 중 한 사람에게 칸위를 물려주겠다는 퀼리그 칸 카이산과의 약속을 저버리고, 1316년 12월 19일 자신의 아들 시데발라를 황태자로 임명하고, 자키 칸위를 잇게 하였다. 인종은 형 무종의 아들 코실라, 투크테무르를 운남성으로 유배보냈다.
1316년 12월 시데발라는 자신이 태자로 적합하지 않으며 카이산 칸의 아들 중 한 사람을 태자로 옹립하면 옆에서 잘 보좌하겠다는 뜻을 보였으나, 시데발라의 나이가 어린 점을 들어 다기 카툰과 옹기라트부는 시데발라의 태자 책봉을 지지하였다. 1317년 1월 인종은 태자 시데발라를 중서령과 상서령, 영추밀원사를 겸직하게 하고, 군권을 부여하여 행정권과 군권을 사전에 장악하게 했다.
1316년 12월 테무데르를 태자태사에 임명하자, 어사중승 조세연(趙世延)은 사악한 자를 태자의 사부로 임명하느냐며 탄핵 상소를 올렸다. 옹기라트부 테무데르 일파는 조세연 처벌을 요구했다. 테무데르 일파의 권력남용을 인정한 인종은 이들의 요구를 거절하고, 조세연을 파직, 추방하는 선에서 사건을 종결시켰다. 이후 40명의 관리들이 연명상소를 올려 테무데르를 제멋대로 통치하는 사기꾼이라고 비난했다. 시데발라는 옹기라트부의 요구에 순순히 응하지 않았고, 권신 테무데르를 은근히 미워하였다. 시데발라 태자는 자신의 생각이 있었고, 옹기라트부에서 이를 눈치채고 시데발라 태자를 경계하자 인종은 한때 자신의 칸 위를 태자에게 양위할 계획을 세우기도 했다.
1316년부터 1318년 차가타이 한국에서 에센 부카가 원나라의 영향력에 반발, 봉기를 일으켰다. 계속 군사를 보내 작전을 펼쳐, 1318년 최종적으로 에센부카를 진압했지만 인종 사후, 원나라는 다른 칸국들에 대한 영향력을 행사할 수 없었고, 계속된 원나라 황제의 잦은 교체와 궁정의 혼란으로 각 칸국에 내정과 전쟁 문제에 개입, 통제할 능력도 사라졌다.

#### 몽골 부족장의 한화 반대와 최후
아유르바르와다는 중국식 유학사상과 중국 문물에 대한 경의와 존경심을 품었고, 이때문에 1317년 몽골의 군주, 부족장들로부터 맹렬한 반발과 항의를 받았다. 1317년 말부터 1318년 초 카이산의 몽골고원 시절 측근인 투쿠치(脫忽赤, 또는 脫火赤)가 영북행성에서 거병, 군사를 이끌고 카라코룸으로 가 코실라가 정통이라며 반란을 일으켰으나 인종은 이를 진압했다. 코실라는 곧 차가타이 칸국으로 망명, 에센부카에게 의탁했다. 인종은 쿠살라가 서북쪽으로 쳐들어올 것을 염려하여, 우투시부카에게 대량의 군수품, 군량을 주어 카라코룸 서쪽 지방 경계를 강화했다.
인종은 태후의 뜻을 거스르지 않으려 했지만, 테무데르의 권력 남용을 미워하였다. 그는 테무데르를 제거할 기회를 엿보았으나 실패했고, 황태제로 있을 때부터 다기 및 테무데르의 세력과 암암리에 대립, 갈등하였다. 1317년 6월 인종은 소바이주(蕭拜住)와 양도르지(楊朶兒只)를 시켜 테무데르가 간통(奸貪)과 불법(不法)을 자행했다며 테무데르의 탄핵을 유도했다. 인종은 테무데르의 체포를 명했으나 테무데르는 황궁을 탈출, 흥성태후궁으로 피신했고 다기 카툰의 완강한 반대로 테무데르의 체포에 실패한다. 인종은 이 기간 중 술을 마시지 않고 테무데르의 체포에 주력했으나, 다기 카툰의 완강한 반대로 실패한다. 말년의 인종은 점차 정치에 염증을 느껴 정무를 방관하기 시작했지만, 어사대를 시켜 테무데르를 탄핵하도록 유도, 마침내 상소문들을 빌미러 테무데르를 중서성우승상직에서 해임, 실각시켰다. 1318년 3월 소바이주, 양도르지 등이 테무데르를 다시 탄핵했지만, 태후전의 압력으로 테무데르를 태자태사에 임명된다. 1319년 인종은 몸이 자주 아파 병석에 눕게 되었다. 1319년 12월 12일 인종은 명하여 아들 시데발라 황태자에게 국정을 참결(參決)하게 하고, 군권도 부여했다.
1320년 3월 7일 병석에 누웠다가 다시 쾌차하였다. 그러나 병석에 누운 상태에서도 그는 술을 마셨다. 3월 18일 다시 병석에 눕게 되었다. 아들 시데발라는 근심하며 하늘에 기도를 드렸다 한다.
그는 검소하여 사치를 즐기지 않았고, 놀이와 사냥을 하지 않았으며, 의복과 거마는 검소하고 간략하게 했다. 그러나 인종은 평소 술을 좋아했다 한다. 1320년 3월 21일 인종은 대도황궁 광천궁(光天宮)에서 갑작스럽게 사망했는데, 일설에는 광한전에서 사망했다는 설이 있다. 그의 죽음은 음주로 인한 부상으로 추정된다.

### 사후
3월 23일 기련곡에 장사하였다. 몽골식 존호는 부얀투 칸이다. 부얀투란 중세 몽골어로 선자(善者), 복자(福者), 또는 유덕하다, 덕이 있다는 뜻이다. 그가 죽자 마자 다기 카툰은 다시 테무데르를 승상으로 임명하여 조정에 복귀시켰다. 그는 온화하고, 자애로우며, 근면한 군주로 여겨졌다.
1320년 아들 시데발라가 영종으로 즉위했으나, 시데발라가 고분고분하지 않자 옹기라트부는 안왕(安王) 우투시부카(兀都思不花)를 추대하려 했고, 영종은 우투시부카 지지 세력과 우투시부카를 처형했다. 3년 뒤 영종도 자녀 없이 사망하면서 그의 후손은 단절되었다. 시데발라와 우투시부카 이외에 다른 자손의 존재 여부는 불분명하다.
1322년 11월 1일에 아유르바르와다의 어머니 다기가 죽자 다시 정쟁이 재연되었다. 카말라의 후손을 지지하는 몽골고원 세력과, 그의 형 카이산의 아들들을 지지하는 세력 사이에 알력이 발생, 몽골고원 세력이 정쟁에서 승리하고 예순 테무르가 칸위에 오르게 된다.

## 가족 관계
- 조부 : 추존황제 유종(裕宗) 진킴
- 조모 : 추존황후 휘인유성황후(徽仁裕聖皇后) 콩기라트씨
- 아버지 : 추존황제 순종(順宗) 다루마바라
- 어머니 : 추존황후 소헌원성황후(昭獻元聖皇后) 옹기라트씨

### 후비
《원사》 권106 표1 황후표에는 후비(后妃) 2명의 이름이 기록되어 있습니다.
- 장의자성황후(莊懿慈聖皇后) 콩기라트씨 - 인종의 정실황후(재위 : 1313년 ~ 1320년)
- 답리마실리황후(答里麻失里皇后) 고려인 김씨(金氏), 고려 도원수, 도첨의중찬 김심(金深)의 딸

아래 두 사람은 황후표에 나타나지 않는다.
- 백안홀독황후(伯顔忽篤皇后) 고려인 왕씨(王氏), 고려 왕족 출신, 평양공 왕현(平陽公 王眩)과 순비 허씨의 딸
- 영비(英妃) 달마홀도(達麻忽都)

### 자녀
아들
1. 황태자 시데발라 - 장의자성황후 소생. 대원의 제9대 카안 영종(英宗).
2. 안왕(安王) 올도사불화(兀都思不花, ? ~ 1321년) - 나중에 순양왕(順陽王)으로 강등. 일설에는 고려인 김씨 소생

딸
1. 노국공주(魯國公主) 활활륜(闊闊倫) - 옹기라트부 데이 세첸의 후손 탈라화(脫羅禾, 도르벤)에게 하가(下嫁).
2. 변국공주(卞國公主) - 요절함.

### 족보
|  |                                    |  |  |  |  |  |  |  |  |  |  |  |  |  |  |  |
|  | 16. 예종 툴루이 이크 카안          |  |  |  |  |  |  |  |  |  |  |  |  |  |  |  |
|  |                                    |  |  |  |  |  |  |  |  |  |  |  |  |  |  |  |
|  |                                    |  |  |  |  |  |  |  |  |  |  |  |  |  |  |  |
|  | 8. 세조 쿠빌라이 세첸 카안         |  |  |  |  |  |  |  |  |  |  |  |  |  |  |  |
|  |                                    |  |  |  |  |  |  |  |  |  |  |  |  |  |  |  |
|  |                                    |  |  |  |  |  |  |  |  |  |  |  |  |  |  |  |
|  | 17. 장성황후 소르칵타니 베키       |  |  |  |  |  |  |  |  |  |  |  |  |  |  |  |
|  |                                    |  |  |  |  |  |  |  |  |  |  |  |  |  |  |  |
|  |                                    |  |  |  |  |  |  |  |  |  |  |  |  |  |  |  |
|  | 4. 진킴                            |  |  |  |  |  |  |  |  |  |  |  |  |  |  |  |
|  |                                    |  |  |  |  |  |  |  |  |  |  |  |  |  |  |  |
|  |                                    |  |  |  |  |  |  |  |  |  |  |  |  |  |  |  |
|  | 18. 충무왕 옹기라트 안진 노얀(=24) |  |  |  |  |  |  |  |  |  |  |  |  |  |  |  |
|  |                                    |  |  |  |  |  |  |  |  |  |  |  |  |  |  |  |
|  |                                    |  |  |  |  |  |  |  |  |  |  |  |  |  |  |  |
|  | 9. 소예순성황후 차브이             |  |  |  |  |  |  |  |  |  |  |  |  |  |  |  |
|  |                                    |  |  |  |  |  |  |  |  |  |  |  |  |  |  |  |
|  |                                    |  |  |  |  |  |  |  |  |  |  |  |  |  |  |  |
|  | 19. 제녕왕비 카진(=25)             |  |  |  |  |  |  |  |  |  |  |  |  |  |  |  |
|  |                                    |  |  |  |  |  |  |  |  |  |  |  |  |  |  |  |
|  |                                    |  |  |  |  |  |  |  |  |  |  |  |  |  |  |  |
|  | 2. 다르마발라                      |  |  |  |  |  |  |  |  |  |  |  |  |  |  |  |
|  |                                    |  |  |  |  |  |  |  |  |  |  |  |  |  |  |  |
|  |                                    |  |  |  |  |  |  |  |  |  |  |  |  |  |  |  |
|  | 5. 코코진 카툰                     |  |  |  |  |  |  |  |  |  |  |  |  |  |  |  |
|  |                                    |  |  |  |  |  |  |  |  |  |  |  |  |  |  |  |
|  |                                    |  |  |  |  |  |  |  |  |  |  |  |  |  |  |  |
|  | 1. 야유르바르다와 부얀투 카안      |  |  |  |  |  |  |  |  |  |  |  |  |  |  |  |
|  |                                    |  |  |  |  |  |  |  |  |  |  |  |  |  |  |  |
|  |                                    |  |  |  |  |  |  |  |  |  |  |  |  |  |  |  |
|  | 24. 충무왕 옹기라트 안진 노얀(=18) |  |  |  |  |  |  |  |  |  |  |  |  |  |  |  |
|  |                                    |  |  |  |  |  |  |  |  |  |  |  |  |  |  |  |
|  |                                    |  |  |  |  |  |  |  |  |  |  |  |  |  |  |  |
|  | 12. ?                              |  |  |  |  |  |  |  |  |  |  |  |  |  |  |  |
|  |                                    |  |  |  |  |  |  |  |  |  |  |  |  |  |  |  |
|  |                                    |  |  |  |  |  |  |  |  |  |  |  |  |  |  |  |
|  | 25. 제녕왕비 카진 (=19)            |  |  |  |  |  |  |  |  |  |  |  |  |  |  |  |
|  |                                    |  |  |  |  |  |  |  |  |  |  |  |  |  |  |  |
|  |                                    |  |  |  |  |  |  |  |  |  |  |  |  |  |  |  |
|  | 6. 노왕 옹기라트 혼도테무르        |  |  |  |  |  |  |  |  |  |  |  |  |  |  |  |
|  |                                    |  |  |  |  |  |  |  |  |  |  |  |  |  |  |  |
|  |                                    |  |  |  |  |  |  |  |  |  |  |  |  |  |  |  |
|  | 3. 다기 카툰                       |  |  |  |  |  |  |  |  |  |  |  |  |  |  |  |
|  |                                    |  |  |  |  |  |  |  |  |  |  |  |  |  |  |  |
|  |                                    |  |  |  |  |  |  |  |  |  |  |  |  |  |  |  |

## 기년
| 인종        | 원년            | 2년        | 3년                 | 4년        | 5년        | 6년        | 7년        | 8년        | 9년        |
| ----------- | --------------- | ---------- | ------------------- | ---------- | ---------- | ---------- | ---------- | ---------- | ---------- |
| 서력 (西曆) | 1312년          | 1313년     | 1314년              | 1315년     | 1316년     | 1317년     | 1318년     | 1319년     | 1320년     |
| 간지 (干支) | 임자(壬子)      | 계축(癸丑) | 갑인(甲寅)          | 을묘(乙卯) | 병진(丙辰) | 정사(丁巳) | 무오(戊午) | 기미(己未) | 경신(庚申) |
| 연호 (年號) | 황경(皇慶) 원년 | 2년        | 3년 연우(延祐) 원년 | 2년        | 3년        | 4년        | 5년        | 6년        | 7년        |

## 같이 보기
- 몽골의 칸 목록
- 중국의 군주 목록
- 중국의 과거제